# Lara Comi
Lara Comi, née le 18 février 1983 à Garbagnate Milanese, est une femme politique italienne.

## Biographie
Après des études de sciences économiques à l'université catholique du Sacré-Cœur de Milan, puis à l'université Bocconi, qui la mènent à une maîtrise spéciale d'économie obtenue en 2007, Lara Comi obtient un emploi de chef de produit chez Bedersdrof, à Milan, puis à Giochi Preziosi à partir de 2008.
Engagée en politique très jeune, elle est dès 2002, porte-parole de Forza Italia pour la ville de Saronno.
En 2005, elle devient assistante de Mariastella Gelmini, présidente du conseil municipal de Desenzano del Garda, qui sera élue députée l'année suivante, puis ministre en 2008.
Porte-parole pour la Lombardie de l'organisation de jeunesse de Forza Italia, elle est élue pour son premier mandat de député européen en 2009, à l'âge de 26 ans.
Le 25 mai 2014 elle conserve son siège dans le nord-ouest de l'Italie, avec 83 987 voix et est élue député européen d'Italie de la 8e législature .
Elle a été choisie comme vice-présidente du PPE et siège à la commission du marché intérieur et de la protection des consommateurs et à la délégation pour les relations avec les États-Unis.
Aux élections européennes du 5 mai 2019, elle se représente  dans le nord-ouest avec Forza Italia mais, avec 32 365 votes elle se place troisième derrière Silvio Berlusconi (187 612 votes) et Massimiliano Salini (37 229 votes), ce qui en fait le premier des non élus.Pendant la campagne électorale, elle est impliquée dans une enquête sur un prétendu financement illicite.À la suite de sa non élection et les accusations dont elle est l'objet, elle se retire : « J'ai communiqué ma décision irrévocable de vouloir être libre de toute fonction politique ou dans le cadre des travaux du Parlement européen parce que je veux me défendre contre les accusations qui ont été portées, sans bénéficier de l'immunité parlementaire ».
Elle retourne au parlement européen le 2 novembre 2022, remplaçant Silvio Berlusconi élu sénateur.
Condamnée en octobre 2023 à quatre ans et deux mois de prison pour corruption au moyen de fausses factures lui ayant permis d’empocher 500 000 euros d’argent public, elle continue toutefois d’exercer son mandat parlementaire. Un député européen ne peut être démis de ses fonctions que par une décision spécifique des autorités de son pays, notifiée au Parlement européen, ce que l'Italie n’a pas fait.

## Affaires judiciaires
- De 2009 à 2010, Lara Comi, membre de Forza Italia a engagé sa mère, Luisa Costa, comme assistante parlementaire et devra rembourser 126 000 euros[7].
- Le 14 novembre 2019 Lara Comi est mise en cause dans l'enquête Mensa dei poveri (Cantine des pauvres). Elle est arrêtée avec un gerant de supermarché, membre de la Ligue du Nord , Varese Orrigoni. Le juge d'instruction commente : « Malgré son jeune âge, Lara Comi a fait preuve d'expérience dans l'utilisation de systèmes criminels éprouvés »[8].
- En février 2023, son nom est évoqué dans le cadre du scandale de corruption par le Qatar au Parlement européen[9]